# اولریش فن ویلامویتس-ملندرف
اولریش فن ویلامویتس-ملندرف (انگلیسی: Ulrich von Wilamowitz-Moellendorff؛ ۲۲ دسامبر ۱۸۴۸ – ۲۵ سپتامبر ۱۹۳۱) یک دانشمند اهل آلمان بود.